# Kosel (Niesky)
Kosel (obersorbisch Kózło) ist ein Kirchdorf in der Oberlausitz. Zusammen mit Neu-Kosel, Sandschenke und Zedlig bildet Kosel den gleichnamigen Ortsteil der sächsischen Kleinstadt Niesky (Landkreis Görlitz).

## Geographie

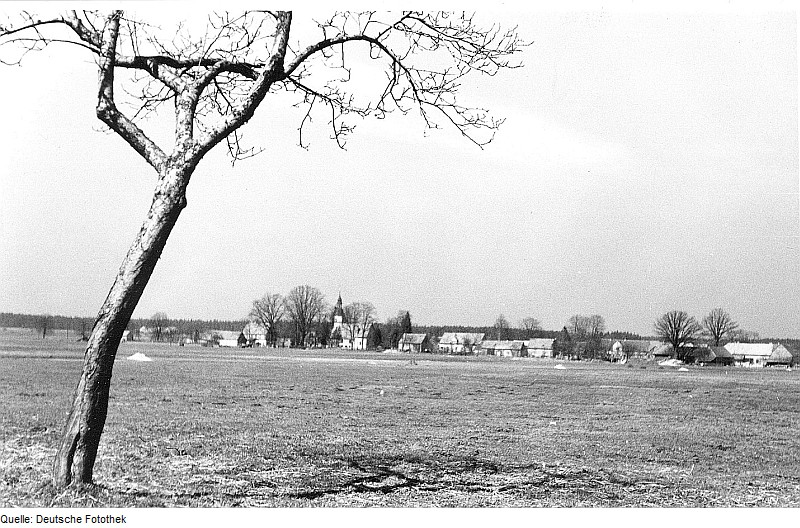
Blick auf Kosel (1965)

Kosel liegt in Form eines Waldhufendorfes nordnordwestlich von Niesky. Nördlich von Kosel liegt Zedlig, nordöstlich Stannewisch, östlich Trebus und südöstlich Sandschenke. Südlich von Kosel liegt Neu-Kosel und dahinter durch ein ausgedehntes Heidegebiet abgetrennt, Moholz, See und Petershain. Im Westen erstrecken sich einige Teiche von Kreba-Neudorf.
Östlich des Dorfes verläuft die Bundesstraße 115 in Nord-Süd-Richtung durch Stannewisch und Sandschenke nach Niesky.

## Geschichte

### Ortsgeschichte
Kosel wurde 1430 in einem Bautzener Stadtbuch erstmals urkundlich erwähnt. Bis zur Teilung der Herrschaft Baruth im Jahr 1519 unterstand Kosel dieser, danach übte das Rittergut in Kosel die Grundherrschaft über das Dorf aus. Durch Erbteilung entstanden im 17. Jahrhundert die Güter Ober Kosel und Nieder Kosel, wodurch auch das Dorf grundherrschaftlich geteilt wurde.

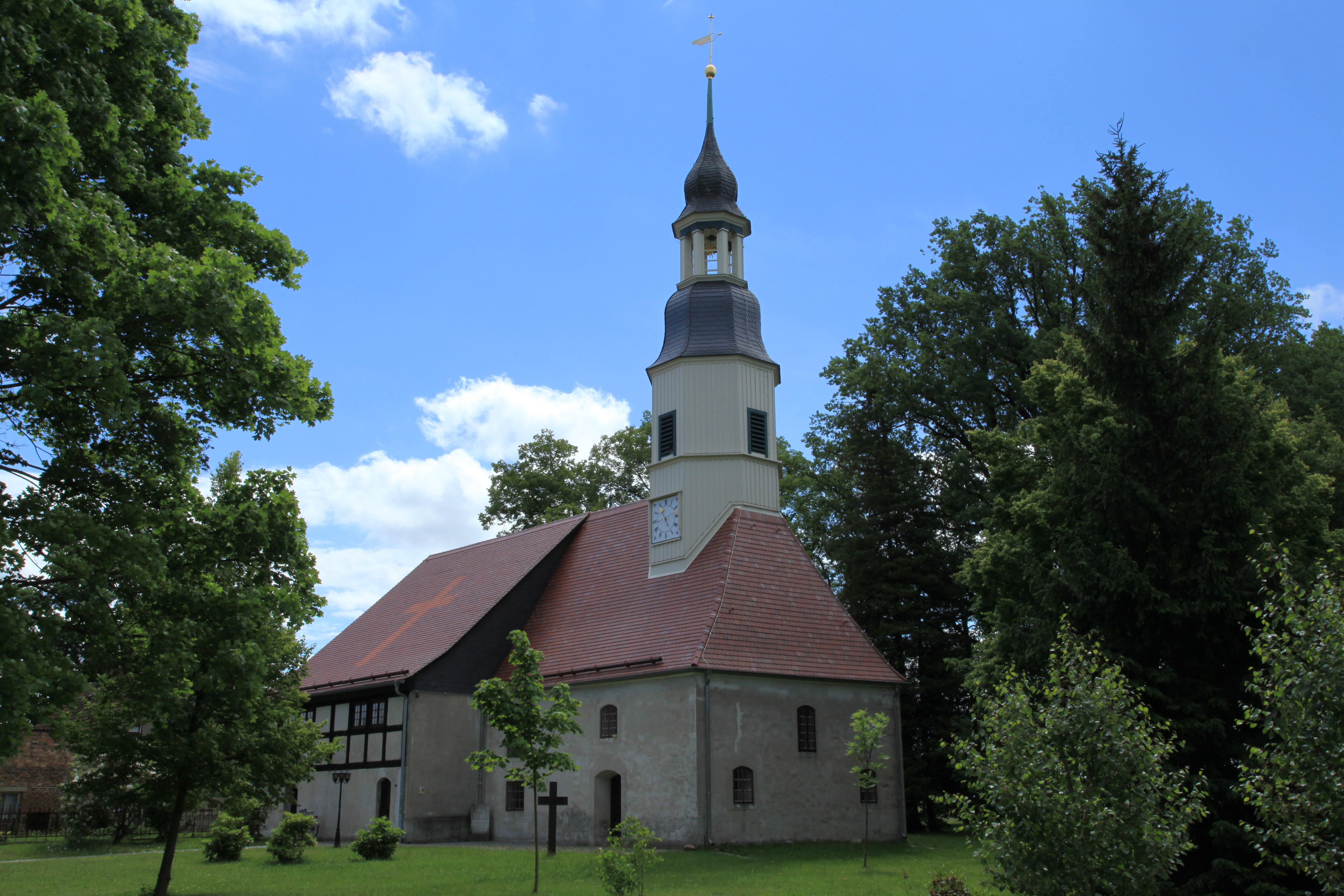
Koseler Kirche

Eine wahrscheinlich im Spätmittelalter in Schrotholzbauweise errichtete Kapelle wurde gegen Mitte des 16. Jahrhunderts durch eine massive Kirche ersetzt. In diese wurde auch der benachbarte Ort Stannewisch gepfarrt. Bereits um 1700 wurde nachweislich Unterricht gehalten.
Nach den verlorenen napoleonischen Kriegen musste das Königreich Sachsen als französischer Bündnispartner 1815 große Teile seines Landes an Preußen abtreten. Dadurch kamen Ober- und Nieder Kosel 1816 an den preußisch-schlesischen Landkreis Rothenburg. Im 19. Jahrhundert besserte sich die Lage der Einwohner etwas, da sie nun nicht mehr nur auf die Landwirtschaft auf überwiegend kargen Heideböden angewiesen waren, sondern durch die zunehmende Industrialisierung sowie den Bau der Eisenbahnstrecken Berlin–Görlitz und Kohlfurt–Falkenberg/Elster Arbeit außerhalb der Landwirtschaft fanden.
Bis zum Tod von Pfarrer Christoph Lorenz im Jahr 1819 wurde in der Koseler Kirche Sorbisch gepredigt, danach nur noch Deutsch. In der Folge germanisierte sich die sorbische Bevölkerung in Kosel und den eingepfarrten Gemeinden in der ersten Hälfte des 19. Jahrhunderts.
1929 wurden die Landgemeinden Ober Kosel und Nieder Kosel zusammengeschlossen.
Nach dem Zweiten Weltkrieg kam Kosel 1952 zum Kreis Niesky und 1957 wurde der Krebaer Ortsteil Zedlig zur näher gelegenen Gemeinde Kosel umgegliedert. 1959 gründete sich eine Landwirtschaftliche Produktionsgenossenschaft (LPG), die sich später mit der LPG in See zusammenschloss.
Am 1. März 1994 wurden die Gemeinden Kosel und Stannewisch nach Niesky eingemeindet.

### Bevölkerungsentwicklung
| Jahr                     | Einwohner |
| ------------------------ | --------- |
| 1825                     | 430       |
| 1863                     | 566       |
| 1871                     | 682       |
| 1885                     | 651       |
| 1905                     | 435       |
| 1925                     | 603       |
| 1939                     | 635       |
| 1946                     | 733       |
| 1950                     | 786       |
| 1960                     | 704       |
| 1971                     | 657       |
| 1990                     | 442       |
| 1993                     | 451       |
| 1999                     | 472       |
| 2002                     | 475       |
| kursiv: Kosel mit Zedlig |           |

Im Jahr 1777 wurden für Niederkosel 5 besessene Mann, 2 Gärtner und 15 Häusler ermittelt, zudem lagen 4 weitere Wirtschaften wüst. Oberkosel war etwas kleiner, im gleichen Jahr wurden dort 3 besessene Mann, ebenfalls 2 Gärtner und 5 Häusler gezählt.
In beiden Gemeinden zeichnete sich von der ersten Volkszählung mit gleichwertiger Berücksichtigung der Einwohner im Jahr 1825 bis zum Gemeindezusammenschluss im Jahr 1929 ein ähnliches Bild ab. Von 1825 bis zur Reichsgründung 1871 stieg die Einwohnerzahl stark an (von 298 auf 428 in Niederkosel und von 132 auf 254 in Oberkosel), danach erfolgte ein leichter Rückgang bis 1885 und ein etwas stärkerer bis 1905. Anders als in Oberkosel war die Bevölkerung in Niederkosel 1905 geringer als 80 Jahre zuvor.
Bis 1939 stieg die Einwohnerzahl wieder an, so dass der Stand von 1885 fast wieder erreicht war. Nach dem Zweiten Weltkrieg wuchs die Bevölkerung nochmals durch Flüchtlinge und Vertriebene, jedoch lag die Zahl 1960 trotz der Eingemeindung von Zedlig weit unter der von 1950. In den nächsten drei Jahrzehnten ging die Einwohnerzahl von rund 700 auf etwa 450 zurück, stieg bis zur Jahrtausendwende jedoch wieder leicht an.

### Ortsname
Urkundlich überlieferte Formen des Ortsnamens sind von der Kosela sowie von der Kossil als Personennamen in den Jahren 1430 und 1463, Kossel und Koßel im Jahr 1490, Cosel (1527), Kosell (1658), Ober Kosel und Nieder Kosel (1768) sowie Ober Cosel und Nieder Cosel (1842).
Schriftliche Überlieferungen des sorbischen Ortsnamens sind Koslow (1719 durch Abraham Frencel und 1767 durch Christian Knauthe), Koslo (1800), Kózlje und Kózlow (1830), we Delnym Kosłom („in Nieder Kosel“, 1835), Kózlo (1866) und Kózło (1866). Anders als die Nachbargemeinden Rietschen im Norden und Kreba-Neudorf im Westen gehört Kosel nicht zum amtlich festgelegten sorbischen Siedlungsgebiet, wodurch der sorbische Name ebenfalls nicht amtlich festgelegt ist. Dadurch ist die Schreibweise nicht eindeutig, Eichler gab 1975 Kózlo an, während das Heimatbuch des Niederschlesischen Oberlausitzkreises 2006 Kózło wiedergab.
Nach Eichler lässt sich der Name auf das altsorbische Wort kozeł ‘Ziegenbock’ zurückführen. Möglicherweise liegt aber auch eine Ableitung eines Personennamens vom Tiernamen vor, wodurch Kosel der Ort eines Kozeł wäre.

## Persönlichkeiten
Michał Frencel (1628–1706) war ein sorbischer Schriftsteller und Bibelübersetzer. Als Pfarrer war er von 1651 bis 1662 in Kosel tätig. In diese Zeit fällt die Geburt seines Sohnes Abraham Frencel (1656–1740), der ebenfalls Pfarrer wurde. Abraham Frencels schriftstellerische Tätigkeit gibt einen Einblick in die Lebensweise der Sorben sowie deren Wortschatz gegen Ende des 17. Jahrhunderts.